# زيندان
زيندان (بالفارسية: زیندان) هي قرية تقع في قسم باهوكلات الريفي (مقاطعة تشابهار) في إيران. يقدر عدد سكانها بـ 215 نسمة بحسب إحصاء 2016.